# Exitianus africanus
Exitianus africanus är en insektsart som beskrevs av Walker 1851. Exitianus africanus ingår i släktet Exitianus och familjen dvärgstritar. Inga underarter finns listade i Catalogue of Life.